# Kostel Narození Panny Marie (Dolní Bukovsko)
Kostel Narození Panny Marie v Dolním Bukovsku je farní kostel římskokatolické farnosti Dolní Bukovsko a kulturní památka České republiky.

## Historie
Kostel pochází z přelomu 13. a 14. století, pravděpodobně v souvislosti se založením městyse. Byl postaven v raně gotickém stylu. V letech 1853-1855 kostel prošel novogotickou úpravou, při které byla prodloužena chrámová loď a změnila se podoba věže.

## Popis
Kostel je jednolodní. Na jižní fasádě kostela jsou sluneční hodiny. Klenuté kněžiště je pětiboké (s opěráky). Částečné dochované gotické nástěnné malby (byly objeveny v roce 1935) pochází z 60. let 14. století; jejich restaurováním byl pověřen Bohumír Číla. Gotická křtitelnice je kamenná, šestiboká.
Vnitřní zařízení kostela pochází z 19. století. Obrazy křížové cesty pochází z roku 1899, namaloval je Bedřich Kamarýt. Varhany kostela pochází z roku 1905, vyrobila je firma Rejna a Černý. Ve věži kostela jsou instalovány tři zvony s 3 zvony, nejstarší (od firmy Perner) pochází z roku 1824, další zvon (od firmy Manoušek) pochází z roku 1971 (váží 108 kg), třetí (z roku 1947) byl původně umístěn v kapli v Jaroslavicích; v kostele je od roku 1992.